# Bras Saint-Victor
Pour les articles homonymes, voir Bras et Saint-Victor.
Le bras Saint-Victor est un affluent de la rive gauche de la rivière Chaudière laquelle coule vers le nord pour se déverser sur la rive sud du fleuve Saint-Laurent. Il coule dans la région administrative de Chaudière-Appalaches, au Québec, au Canada, dans les municipalités régionales de comté (MRC) de Beauce-Sartigan : municipalités La Guadeloupe et Saint-Éphrem-de-Beauce ; et Beauce-Centre : municipalités Saint-Victor, Saint-Jules et Beauceville.

## Géographie
Les principaux bassins versants voisins de la rivière du bras Saint-Victor sont :
- côté nord : rivière du Cinq, rivière Chaudière, ruisseau des Castors, rivière des Fermes, rivière Cliche ;
- côté est : rivière Chaudière, rivière du Moulin, rivière Noire ;
- côté sud : ruisseau Fontaine, rivière aux Bleuets ;
- côté ouest : rivière des Hamel, rivière Prévost-Gilbert.

Le « bras Saint-Victor » prend sa source à la confluence de la Décharge du Dix et du ruisseau Vaseux, dans la municipalité de La Guadeloupe. Cette zone de tête est située à l'est du village de La Guadeloupe.
Cours supérieur de la rivière (segment de 20,5 km)
À partir de sa source, la rivière du « bras Saint-Victor » coule sur :
- 2,7 km vers le nord, dans la municipalité de La Guadeloupe, jusqu'à la limite de Saint-Éphrem-de-Beauce ;
- 2,5 km vers le nord, jusqu'à une route ;
- 5,0 km vers le nord, jusqu'à une route qu'elle coupe à 0,5 km au sud-est du hameau « Saint-Éphrem-Station » ;
- 5,1 km vers le nord, en passant à l'est du village de Saint-Éphrem-de-Tring, jusqu'à la limite de la municipalité de Saint-Victor ;
- 4,0 km vers le nord, jusqu'à la route 108 ;
- 1,2 km vers l'est, jusqu'à la confluence de la rivière Prévost-Gilbert.

Cours inférieur de la rivière (segment de 19,8 km)

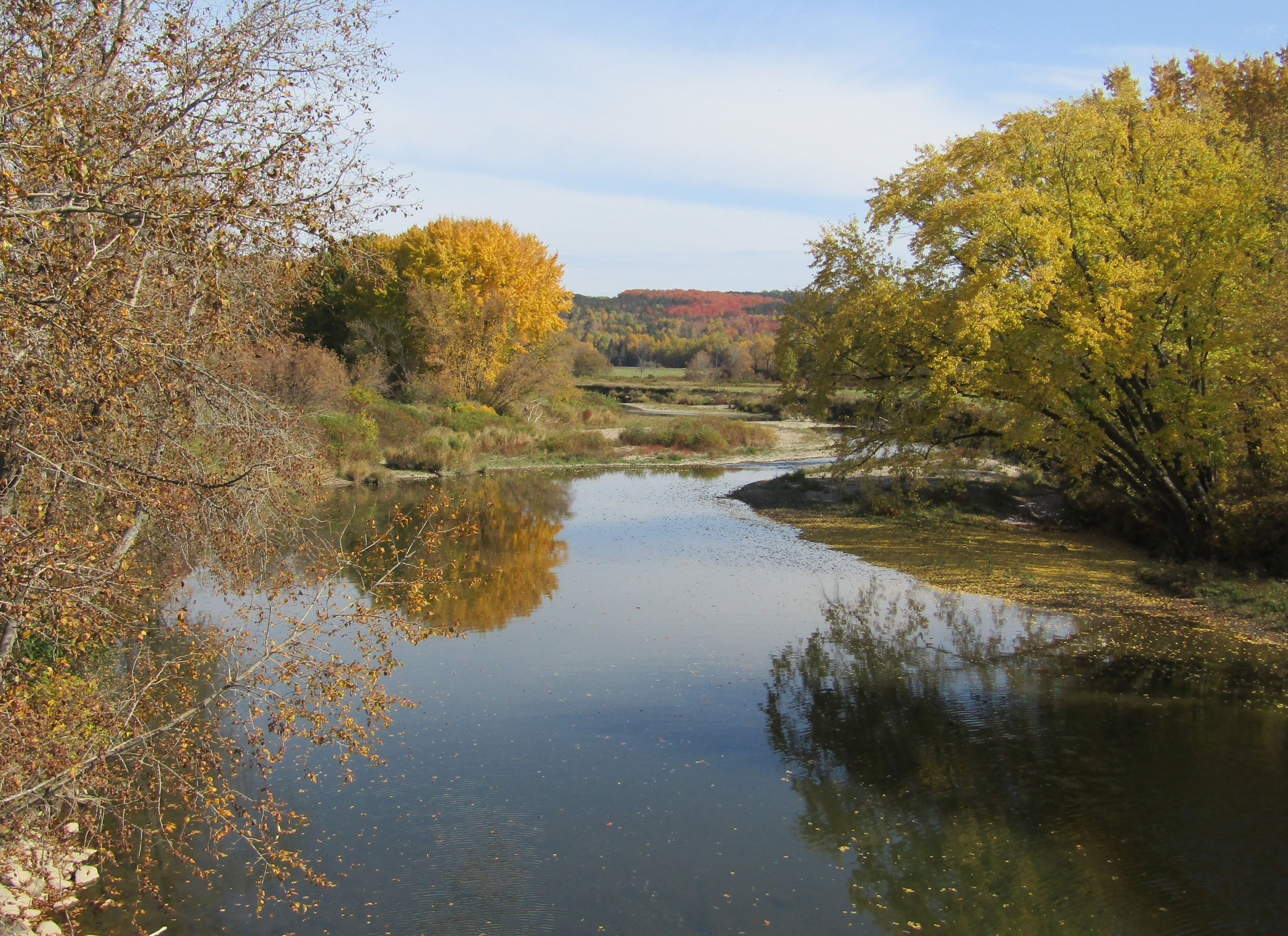
Rivière Bras Saint-Victor près du village homonyme.

À partir de la confluence de la rivière Prévost-Gilbert, le « bras Saint-Victor » :
- 1,0 km vers l'est, jusqu'à la confluence de la rivière du Cinq ;
- 1,7 km vers le nord-est, jusqu'à une route qu'elle coupe au nord du village de Saint-Victor ;
- 4,3 km vers l'est, jusqu'à une route ;
- 3,4 km vers l'est, jusqu'à la limite de Saint-Jules ;
- 3,8 km vers l'est, en marquant la limite entre Saint-Jules et Beauceville ;
- 4,6 km vers le nord-est, en traversant la « Chute du Bras », jusqu'à une route ;
- 1,0 km vers le nord-est, jusqu'à sa confluence.

La rivière « bras Saint-Victor » se déverse sur la rive ouest de la rivière Chaudière, dans Beauceville. Cette confluence est située face au hameau « Calway » en amont de l'île Mainville et en aval du pont de la ville de Beauceville.

## Toponymie
Le toponyme « bras Saint-Victor » a été officialisé le 5 décembre 1968 à la Commission de toponymie du Québec.